# Feldkirchen bei Graz
Pour les articles homonymes, voir Feldkirchen.
Feldkirchen bei Graz est une commune autrichienne du district de Graz-Umgebung en Styrie.

## Géographie
Feldkirchen bei Graz se trouve au sud de Graz, au bord de la Mur.

## Transports
L’aéroport de Graz est situé en majeure partie sur le territoire de Feldkirchen bei Graz. La commune est traversée par l’autoroute A2 et est desservie par deux gares situées sur la ligne S1 du S-Bahn de Styrie : Feldkirchen-Seiersberg et Flughafen Graz-Feldkirchen.